# Aleksandr Aleksandrovič Bogdanov
Aleksandr Aleksandrovič Bogdanov, il cui vero cognome era Malinovskij (in russo Александр Александрович Богданов?; Sokółka, 22 agosto 1873 – Mosca, 7 aprile 1928), è stato un politico, filosofo, economista, scrittore e medico russo.
Oltre che dirigente rivoluzionario, fu un influente intellettuale, filosofo esegeta dell'opera di Karl Marx, economista, medico e ricercatore, nonché romanziere e polemista.
Fu uno dei due fondatori del bolscevismo, il più importante scrittore di fantascienza russo prima della Rivoluzione del 1917, il principale ideologo del Proletkult e, in campo medico, un pioniere delle trasfusioni di sangue.

## Biografia

### Anni giovanili
Aleksandr Malinovskij nacque, secondo di sei figli, il 22 agosto 1873 a Sokółka, nell'allora governatorato di Grodno. Suo padre Aleksandr, originario di Vologda, era un insegnante rurale che riuscì a divenire preside dell'unico istituto scolastico della cittadina, e grazie a ciò suo figlio poté già a sei anni avere accesso alla biblioteca della scuola e al piccolo laboratorio di fisica. Trasferitasi la famiglia a Tula, Aleksandr ne frequentò il liceo, dove il clima da caserma instillò nel suo animo sentimenti di odio e timore per le autorità.
Negli anni del liceo, il giovane si mantenne da solo dando lezioni private. Diplomatosi con la medaglia d'oro, nel 1893 entrò nel Dipartimento di scienze naturali della Facoltà di Fisica e Matematica dell'Università di Mosca. L'anno successivo, tuttavia, fu espulso per la sua partecipazione all'Unione delle Comunità del Nord (Sojuz severnych zemljačestv), ramo settentrionale di Narodnaja volja, e mandato in esilio nel luogo di residenza, ossia a Tula. Qui iniziò a insegnare nei circoli operai e sviluppò, partendo da Il Capitale, una serie di lezioni poi raccolte e riviste in un saggio pubblicato nel 1897 e intitolato Breve compendio di scienza economica. In quest'opera, molto apprezzata da Lenin, l'autore si firmò per la prima volta con lo pseudonimo di Bogdanov, il più noto degli oltre trenta che usò nel corso della sua vita. Il libretto era il primo manuale di economia specificamente destinato agli operai, e fu ristampato varie volte fino alla fine degli anni 1920, perché veniva adottato nelle scuole di partito.

### Formazione filosofica e politica
Nel periodo tra il 1895 e il 1899, come studente esterno, studiò e si laureò presso la facoltà di Medicina dell'Università di Char'kov (l'odierna Charkiv), senza interrompere l'attività di propagandista, che progressivamente lo indusse ad abbandonare il vecchio populismo di Narodnaja volja per aderire al marxismo e al partito socialdemocratico russo. In quei circoli di partito conobbe prestigiose personalità come Vladimir Bazarov e Ivan Stepanov.
Negli stessi anni, Bogdanov iniziò a interessarsi sempre di più alla filosofia. Nel 1899 pubblicò l'opera Elementi fondamentali di una concezione storica della natura, di ispirazione nietzschiana, anch'essa risultato dell'insegnamento tenuto da Bogdanov nei circoli operai. Risale allo stesso periodo la traduzione de Il Capitale di Marx in lingua russa per opera sua. Nel 1899 si laureò in medicina e si sposò con Nathalia Korsak (1865-1945).
Nuovamente arrestato dalla polizia zarista nell'autunno del 1899 (in tempi successivi alla maturità universitaria), venne dapprima incarcerato a Mosca, e successivamente mandato al confino a Kaluga e poi a Vologda, ove rimase per tre anni. A Vologda lavorò come medico al locale ospedale psichiatrico, e frequentò vari intellettuali come lui confinati, tra cui Berdiaev, Bazarov e Lunačarskij, che esercitarono una notevole influenza sulle sue idee. 

### Attività politica, contrasti con Lenin ed esilio

Bogdanov (a destra) gioca a scacchi con Lenin sotto lo sguardo di Gor'kij, col cappello di traverso e Anatolij Lunačarskij, seduto a fianco di Lenin, a Villa Blaesus, Capri, nel 1908

Nel 1903, Bogdanov aderì alla fazione bolscevica. L'anno successivo fece un viaggio in Svizzera dove pubblicò, in collaborazione con gli esuli Lunačarskij e Bazarov, un Saggio di una concezione realista del mondo. A Ginevra Bogdanov conobbe Lenin, di cui divenne amico e alleato. In quella città Lenin e Bogdanov fondarono la prima rivista bolscevica, Vpered ("Avanti"), in cui invitò a partecipare anche Lunačarskij e Bazarov, che Lenin non conosceva ancora. In seno al POSDR occupò in quegli anni un ruolo importante a fianco dell'amico e rivale Lenin, in particolare era membro del Comitato centrale. D'altra parte fu eletto anche nell'"Ufficio dei comitati della maggioranza", un nuovo organo, parallelo al Comitato Centrale e che in realtà era il vertice della corrente bolscevica, in seguito noto come "Centro bolscevico".
Durante la Rivoluzione del 1905 Bogdanov rientrò in Russia, dove rappresentò il Comitato Centrale nel primo soviet. Qui organizzò il III Congresso del Partito Operaio Socialdemocratico Russo, che si tenne a Londra nei mesi successivi. In ottobre fondò il primo quotidiano bolscevico, la Novaja Žizn' ("Vita nuova"), insieme a Krasin, Rumjancev, Gor'kij, Bazarov, Lunačarskij, Ljadov. In quest'epoca Bogdanov, potendo entrare in Russia, conosceva il paese meglio di Lenin e d'altra parte era più conosciuto dagli operai, perciò era considerato il capo dei bolscevichi.
Quando nel dicembre 1905 fu sciolto il soviet di Pietroburgo, Bogdanov fu arrestato. Mentre era in prigione, fu eletto al Comitato Centrale dal IV Congresso del Partito Operaio Socialdemocratico Russo.
Liberato nel maggio 1906, raggiunse Lenin in Finlandia, e abitò nella stessa casa del leader bolscevico a Kuokkala presso il confine russo, collaborando con lui a diverse pubblicazioni. In questo periodo Bogdanov faceva da tramite fra il Comitato Centrale e i deputati bolscevichi alla seconda Duma.
Bogdanov fu riconfermato al Comitato Centrale del Partito anche al V Congresso del Partito Operaio Socialdemocratico Russo, che si tenne a Londra nel 1907. Era inoltre membro del "Centro bolscevico", il quale coincideva con la direzione della nuova rivista bolscevica, il Proletarij.
Proprio in questa sede emerse con evidenza il dissidio politico con Lenin. Bogdanov, appoggiato dalla maggioranza del partito fra cui Lunačarskij e Aleksinskij, sosteneva una strategia di forte opposizione alle istituzioni repressive, che consisteva in particolare nel boicottare le elezioni per la terza Duma, rinunciando al gruppo parlamentare del POSDR, e invece combattere il potere zarista tramite un'organizzazione clandestina che organizzasse una nuova insurrezione. Lenin e i menscevichi proponevano, invece, di utilizzare tutti gli spazi legali rimasti, fra cui i banchi della Duma. La fazione radicale di Bogdanov ebbe inizialmente successo, ottenendo il consenso degli operai e consentendo al suo leader di trovarsi di fatto, seppur per un breve periodo, a capo del movimento bolscevico. Bogdanov fu tra gli organizzatori della Rapina alla banca di Tiflis nel 1907.
Il successo politico di Bogdanov fu però di breve durata, infatti la prospettiva di una nuova insurrezione svanì, mentre i deputati del POSDR alla terza Duma erano in maggioranza menscevichi. Allora una parte dei bolscevichi chiese la revoca dei deputati e furono detti "otzovisti" (dal russo otozvat' "richiamare"). Bogdanov e altri pretesero, invece, che i deputati votassero in base alle istruzioni del Comitato Centrale, e furono detti "ultimatisti". Tuttavia il peso degli "otzovisti" e degli "ultimatisti" nelle organizzazioni di partito rimase significativo, inoltre questa ala sinistra del bolscevismo comprendeva i maggiori intellettuali comunisti, come Gor'kij e Lunačarskij.
Lo scontro fra la sinistra bolscevica e il resto del POSDR ebbe a oggetto la filosofia della scienza. Infatti Bogdanov e gli altri intellettuali a lui vicini pensavano di integrare la nuova epistemologia empiriocriticista nel marxismo.
Plechanov, il maggior teorico menscevico e uno dei massimi elaboratori del marxismo ortodosso, contestò quello che chiamò "bogdanovismo" per dimostrare che i bolscevichi erano revisionisti di sinistra, in modo simmetrico al revisionismo di destra dei marxisti "legalitari".
Nel 1908 il conflitto divenne interno alla fazione bolscevica: Lenin capiva che i menscevichi stavano utilizzando la filosofia di Bogdanov per emarginare tutti i bolscevichi, perciò nel 1909 fece espellere Bogdanov dalla corrente bolscevica. Successivamente Bogdanov fu gradualmente emarginato anche dalla vita del POSDR, sino all'espulsione dal Comitato centrale nel 1911 in seguito a un accordo di Lenin con i menscevichi.
Intanto, con l'aiuto di Maksim Gor'kij e Anatolij Lunačarskij si era rifugiato in Italia, dove, ospite dello scrittore a villa Blaesus, avviò un sodalizio politico-filosofico con diversi compagni e rivoluzionari, tra cui il filosofo Bazarov, e avrebbe fondato e animato la scuola di Capri per operai russi, e successivamente quella di Bologna, dove fu invitato, tra gli altri, anche Lev Trockji il quale, in veste di docente esterno al progetto, tenne un corso di giornalismo e lezioni sulle tattiche parlamentari dei deputati socialdemocratici tedeschi.
Alla fine del 1909 Bogdanov aveva fondato anche il gruppo Vperëd, che continuò a operare nel POSDR fino all'estate 1917, nonostante l'espulsione di Bogdanov dal partito.
Nel 1913, approfittando dell'amnistia concessa dai Romanov, tornò con Gor'kij in Russia.

### Prima guerra mondiale e Rivoluzione del 1917
Nel 1914 venne arruolato nell'esercito russo come medico militare, e partecipò a varie missioni.
Poche settimane prima della Rivoluzione d'ottobre Bogdanov organizzò il movimento “Proletkul't”, che si proponeva di sradicare la “vecchia” cultura borghese in favore di una nuova cultura autenticamente proletaria e che durò fino al 1923.
Nel 1917 rifiutò di aderire al movimento rivoluzionario e non lesinò critiche al dispotismo del gruppo dirigente bolscevico.
Nel 1918 venne nominato professore di economia all'università di Mosca e Direttore della nuova Accademia Sovietica di Scienze Sociali.

### Gli ultimi anni
A partire dal 1921 Bogdanov si dedicò alla medicina, specializzandosi nel campo – al tempo ancora sperimentale - delle ricerche sulle trasfusioni di sangue. Iniziò a sperimentare sistemi per la trasfusione del sangue, sottoponendosi personalmente ai protocolli di ricerca.
Nel 1922, inviato a Londra come consigliere dell'ambasciata sovietica, approfittò dell'occasione per visitare gli ospedali britannici e acquistare i più avanzati strumenti medici disponibili.
Nel 1923 fu arrestato dalla polizia segreta e condannato a un periodo di detenzione per la sua supposta adesione a un gruppo di dissidenti bolscevichi contrario ai modi autoritari del nuovo potere. Successivamente fu liberato, pare per diretto intervento di Stalin.
Gli studi ematologici di Bogdanov ottennero subito un forte sostegno delle autorità, soprattutto da parte dell'Accademia della medicina di Mosca. Nel 1926 venne quindi fondato sotto la sua direzione il primo istituto russo specializzato nella trasfusione del sangue, che venne intitolato a Bogdanov dopo la sua morte. Nell'arco di due anni, nell'istituto si praticarono più di cento trasfusioni. Nel marzo del 1928, Bogdanov tentò uno scambio di sangue con uno studente ammalato di malaria e affetto da una forma benigna di tubercolosi. Quindici giorni più tardi, dopo una lunga agonia che egli stesso osservò e descrisse con lucidità e scrupolo professionale, Bogdanov morì. Taluni interpretarono l'esperimento come suicidio.

## Opere e teorie
Bucharin scrisse nel necrologio di Bogdanov che questi ebbe un'importanza straordinaria sullo sviluppo del partito, che fu uno teorici più eminenti del partito, che era l'uomo più colto dell'epoca della rivoluzione bolscevica e che molti dovevano la loro cultura alla lettura delle sue opere.

### Il teorico dell'organizzazione politica
Il pensiero politico di Bogdanov è espresso in modo organico nella "piattaforma" del gruppo Vpered. Si tratta in realtà di un documento pratico che spiega analiticamente come si deve organizzare il partito. Dopo il Che fare? di Lenin è stato il testo più approfondito sull'organizzazione dell'agitazione e della propaganda.
Si ribadisce innanzitutto l'idea bolscevica secondo cui il partito è costituito solo dall'avanguardia consapevole e organizzata del proletariato. Si constata poi che dopo la rivoluzione del 1905 gli intellettuali hanno abbandonato il partito. D'altra parte la "piattaforma" vuole che il proletariato impari a dirigere il proprio movimento. Pertanto c'è bisogno di un lavoro su più livelli: bisogna formare i quadri del partito, bisogna preparare gli operai attivisti e bisogna educare le masse operaie.
La formazione degli attivisti è affidata a circoli di propaganda locale che con corsi di qualche mese preparino gli agitatori specializzati per svolgere i ruoli di propagandisti di fabbrica, delle campagne o quello di redattori di giornali locali. I circoli devono insegnare loro le basi dell'economia politica e del socialismo scientifico, ma anche le tecniche di organizzazione e agitazione.
Coloro che sono destinati a insegnare nei circoli di propaganda devono a loro volta essere istruiti nei circoli per propagandisti, dove insegnano quadri di partito.
L'opera di educazione delle masse, stante l'illegalità e quindi la clandestinità della stessa, dovrà avvenire soprattutto in forma scritta, in particolare attraverso il giornalino clandestino locale. Il giornalino dovrà pubblicare le notizie locali raccolte attraverso gli operai delle varie fabbriche, ma anche le notizie internazionali ottenute attraverso le biblioteche, nonché letteratura d'intrattenimento. Se non si può organizzare il giornalino locale, la propaganda dovrà avvenire attraverso opuscoli e volantini.
A loro volta gli allievi più bravi dei circoli di propaganda vengono inviati alla "scuola superiore socialdemocratica di agitazione" per formare i nuovi quadri di estrazione operaia. Le prime di queste scuole furono aperte a Capri (agosto-dicembre 1909) e a Bologna (novembre 1910-marzo 1911).
La stesura dei programmi è fatta con modalità che partono dal basso. Perciò si comincia con questionari formulati dalle organizzazioni locali agli operai per conoscere le loro esigenze, poi ci sarà una rielaborazione a livello di conferenze regionali e infine di Comitato Centrale. Lo scopo finale è di educare il proletariato a organizzarsi da solo in movimento rivoluzionario.
Perciò la "piattaforma" critica gli atteggiamenti autoritari e intolleranti (con malcelato riferimento a Lenin) che ingenerano l'abitudine a non mettere in discussione l'autorità dei massimi dirigenti del partito: tutto ciò è diseducativo per le masse, che devono invece imparare ad autogovernarsi.

### Il teorico della cultura proletaria
Bogdanov fu anche un influente teorico della cultura proletaria. Nel 1910 scrisse il manifesto programmatico Compiti culturali del nostro tempo, in cui auspicava la nascita di una nuova intelligencija uscita dalle file del proletariato, e proponeva la creazione di una Enciclopedia proletaria, che doveva assolvere al compito di unificazione culturale così come aveva fatto l'Enciclopedia degli Illuministi nel preparare la Rivoluzione francese.
Egli sostenne con forza il movimento Proletkul't, che lui stesso aveva contribuito a sviluppare all'epoca della scuola di Capri, che si prefiggeva la distruzione totale della ‘‘vecchia cultura borghese’’ a favore di una ‘‘pura cultura proletaria’’. Infatti l'obiettivo di Bogdanov non era solo quello di formare dei quadri di partito efficaci, ma soprattutto quello di educare dei socialisti consapevoli, in quanto la rivoluzione è possibile solo se i lavoratori saranno consapevoli, e l'egemonia politica suppone l'egemonia culturale.
Bogdanov non accettava l'idea marxista secondo cui la cultura sarebbe mera  "sovrastruttura" rispetto all'economia. La visione bogdanoviana era più dialettica: egli pensava che la cultura, l'ideologia, consistesse nell'organizzazione delle classi sociali e della produzione. Perciò la cultura è sì determinata dal tipo di organizzazione economica della società, ma è anche vero che retroagisce su di essa, perché sono la scienza e la tecnica a determinare le tecniche di produzione, che a loro volta creano le classi sociali. La cultura è perciò altrettanto necessaria quanto la vita economica e una società senza cultura non potrebbe vivere.
La cultura proletaria comincia dalla vita quotidiana in famiglia e nel partito. In entrambe queste istituzioni Bogdanov deplorava i residui di autoritarismo: dei mariti verso le mogli, dei genitori verso i figli, dei dirigenti di partito verso gli iscritti.
L'ambizione di Bogdanov era però quella di elaborare una filosofia proletaria, una scienza proletaria e un'arte proletaria. Non si sarebbe dovuto trattare, tuttavia, di discipline separate, ché la separatezza era tipica della cultura borghese, ma di una cultura unificata: si sarebbero dovuti chiarire i metodi di ricerca delle diverse discipline per scoprire gli elementi che le unificano.
La cultura è organizzazione dei rapporti di produzione tecnici (rapporto fra uomo e natura) ed economici (rapporti fra uomini). È la cultura che forma le classi sociali, in quanto è consapevolezza dei rapporti di produzione. E Bogdanov precisa che la divisione in classi non è solo un fatto economico, ma culturale, dal momento che ogni classe elabora una propria ideologia.
Il compito di elaborare la coscienza di classe può essere svolto solo dalla stessa classe operaia, in base alla propria esperienza, e non può essere fornito al proletariato dall'intelligencija piccolo-borghese dei funzionari di partito, da lui definiti "corvi bianchi", come invece accade nel modello leniniano. 
Nel 1917 Bogdanov fondò il Proletkul't e nel 1918 fondò a Mosca la prima università proletaria.
Inizialmente sostenuto dal partito, il Proletkul't fu successivamente avversato, soprattutto dalle colonne della Pravda.

### Filosofo: Empiriomonismo e Tectologia
La prima opera filosofica di Bogdanov, pubblicata fra il 1904 e il 1906, è stata Empiriomonismo, in tre volumi.
Si trattava innanzitutto di una teoria generale della società collettivistica, come sistema proprio dell'età industriale, avendo come obiettivi polemici sia l'individualismo sia l'autoritarismo.
I temi furono ripresi nella Scienza della coscienza sociale, pubblicata nel 1914 e ristampata più volte perché utilizzata come testo nelle scuole di partito. L'industria ha fatto sì che gli operai non fossero più meri esecutori, bensì che controllassero delle macchine e pertanto che diventassero anch'essi dei tecnici. Nella fabbrica capitalistica, tuttavia, le decisioni le prendono solo gli imprenditori, senza consultare gli operai. La costruzione di macchine autoregolanti costituirà lo stadio finale dell'industrializzazione e permetterà di minimizzare la differenza fra ingegneri e operai, portando a una società davvero egualitaria. L'esito del collettivismo e dell'eguaglianza sarà la fine della lotta di classe e l'armonia sociale.
L'opera più originale e importante di Bogdanov è la Tectologia (Scienza generale dell'organizzazione o scienza delle strutture), in cui egli tentò una teoria generale della natura come formulazione dei principi organizzativi posti a fondamento della struttura di tutti i sistemi, viventi e no.
La proposta di Bogdanov consiste nella fondazione di una nuova scienza universale, in cui unificare tutte le scienze sociali, biologiche e fisiche, considerate come un sistema di relazioni da investigare alla ricerca dei principi organizzativi fondamentali di ogni sistema.
L'opera, pubblicata tra il 1912 e il 1917, anticipò di molti anni alcuni aspetti della cibernetica, e fu utilizzata nell'elaborazione degli schemi matematici impiegati per la pianificazione economica dell'URSS negli anni venti.
L'idea di base è che ogni attività umana è organizzazione: organizzazione della natura, organizzazione delle forze umane, organizzazione dell'esperienza. La "tectologia" ha il compito di concepire tutte le scienze come strumenti per l'organizzazione dell'attività lavorativa collettiva.
Nella società progettata da Bogdanov, in realtà, non ci sarà più nemmeno bisogno di una filosofia, perché una volta elaborata la scienza monistica, cioè unificante, sarà questa a unificare le diverse discipline.

### I dissidi con Lenin e Plechanov nell'esegesi di Marx
Bogdanov tentò poi di superare ciò che riteneva essere una schematizzazione positivistica insita nella formulazione teoretica del materialismo dialettico per opera degli esegeti del cosiddetto marxismo ortodosso, riconducibile in parte già agli apporti di Friedrich Engels all'impalcatura filosofica del marxismo successivi alla morte del celebre pensatore di Treviri, proponendone dunque una versione alternativa ben più in accordo con le più recenti scoperte scientifiche e con quelli che venivano considerati all'epoca gli ultimi ritrovati della speculazione filosofica, come ad esempio l'empiriocriticismo di Ernst Mach e Richard Avenarius.
Proprio però a causa di questo suo allontanamento dal marxismo ortodosso, ricevette critiche durissime da parte di Plechanov, che infatti l'attaccò violentemente ne La critica dei nostri critici, accusandolo di essere un seguace di Mach travestito da marxista, e, equiparando di fatto il suo pensiero all'ossatura teorica della linea politica di tutta la fazione bolscevica, lanciando la medesima accusa di revisionismo anche a quest'ultimi.
Bogdanov si difese osservando che lui non era più seguace di Mach di quanto lo stesso Plechanov non lo fosse di D'Holbach, con riferimento al testo principale di Plechanov, La concezione materialistica della storia.
Lenin inizialmente non s'era dimostrato granché interessato a tutta la diatriba in corso, non essendo per sua stessa ammissione esperto di filosofia, ma dinnanzi alle possibili conseguenze che l'equiparazione fra bogdanovismo e bolscevismo poteva comportare sugli equilibri di forza in seno al movimento marxista russo, entrò alfine nel merito della questione con la pubblicazione del suo famoso libello Materialismo ed empiriocriticismo, in cui, non facendo altro che riproporre gli argomenti di Plechanov, s'accodava a quest'ultimo nella condanna delle tesi avallate da Bogdanov (pur però rivolgendo delle critiche anche alle teorizzazioni dello stesso Plechanov).
Bogdanov gli rispose allora con il pamphlet Fede e Scienza, in cui innanzitutto contestava la scorrettezza di Lenin che attribuiva a lui e a Mach idee diverse da quelle effettivamente sostenute. Accusava inoltre Lenin di deviazioni parareligiose; il vero oggetto del contendere, secondo lui, sarebbe infatti la ‘‘teoria del riflesso’’ avallata da Plechanov e lo stesso Lenin, cioè l'idea che, in linea alla teoria della conoscenza illustrata da Engels nell'Anti-Dühring, la mente umana e di conseguenza la percezione da parte della stessa del mondo esterno siano appunto un riflesso oggettivo delle sue leggi naturali, il che renderebbe pertanto interpretabile dialetticamente la stessa realtà materiale alla pari di quella socio-economica (andando così a negare una qualsivoglia distinzione gnoseologica tra fenomeno e noumeno), cosa che Bogdanov e altri filosofi consideravano invece una gravissima deformazione del vero pensiero di Marx.

### Romanziere di fantascienza

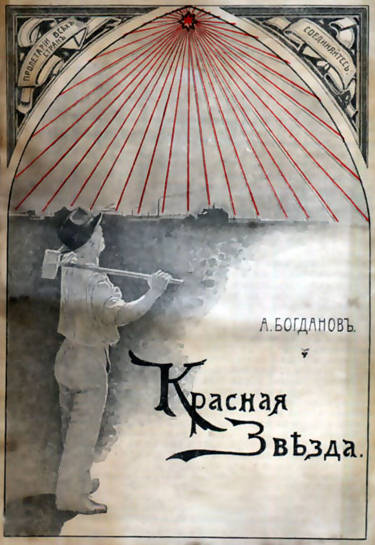
La stella rossa, copertina dell'edizione del 1908

Bogdanov fu anche il più importante scrittore russo di fantascienza prima della rivoluzione con due romanzi: La stella rossa (Красная звезда Krasnaja zvezda, 1908), che ebbe grande successo, e il seguito L'ingegner Menni (Inžener Menni, 1912), ambientati su di un pianeta Marte dalla società socialista utopica.
La Stella rossa fu un grande successo editoriale, stampato in centinaia di migliaia di copie. Nel romanzo si prefigura una società extraterrestre ove si è finalmente realizzato il socialismo perfetto, ed è infatti una descrizione accurata e divulgativa della teoria bogdanoviana dell'organizzazione. Vengono descritte le varie fasi della vita dell'uomo nella società ideale: educazione, famiglia, alimentazione, vecchiaia, malattia, morte.
L'organizzazione armoniosa della società collettivistica è dovuta a una pianificazione efficiente che fonda le proprie decisioni su di un apparato statistico capillare, che registra tutti i dati economici e, dopo averli elaborati, indica alle fabbriche le quantità da produrre, ai disoccupati in che fabbrica trovare lavoro, e così via, ma lasciando comunque ognuno libero di scegliere. I dati in entrata e in uscita vengono trasmessi mediante segnali elettrici.
Il romanzo contiene anche vari accenni sia alla teoria della tecnologia sia alle tecnologie per realizzare trasfusioni di sangue.

## Influenze letterarie e nella cultura di massa
Bogdanov è il protagonista del romanzo Proletkult del collettivo Wu Ming (2018). Il romanzo è uno spin-off di La stella rossa.

## Opere
- Fede e Scienza (con Ljubov' Aksel'rod, Vladimir Bazarov, Pavel Juškevič, Maksim Gor'kij); Fede e scienza: la polemica su «Materialismo ed empiriocriticismo» di Lenin, V. Strada (a cura di), Ed. Nuovo Politecnico 128, Einaudi, Torino 1982.
- La scienza e la classe operaia, Bompiani, Milano 1974; La scienza, l'arte e la classe operaia, D. Lecourt e H. Deluy (a cura di), Mazzotta, Milano 1978.
- La Stella Rossa (Красная звезда Krasnaja zvezda, 1908), in La stella rossa. L'ingegner Menni, G. Mastroianni (a cura di), Sinefine edizioni, Catanzaro 1988; La Stella Rossa: romanzo utopia, Sellerio, Palermo, 1989; Stella Rossa, traduzione di Kollektiv Ulyanov, Agenzia Alcatraz, Milano, 2018.
- L'ingegner Menni (Inžener Menni, 1912), in La stella rossa. L'ingegner Menni, G. Mastroianni (a cura di), Sinefine edizioni, Catanzaro 1988.
- Quattro dialoghi su scienza e filosofia (con scritti di E. von Glasersfeld, M. Stanzione, S. Tagliagambe), Odradek, Roma 1994; Odredek, Roma, 2004.
- Saggi di scienza dell’organizzazione, Theoria, Roma-Napoli 1988.
- Autobiografia, in Autobiografie dei bolscevichi, vol. I, G. Haup e J.J. Marie (a cura di), La Nuova Sinistra, Roma 1970.

### Opere su Bogdanov
- Wu Ming, Proletkult, Einaudi, 2018.
- Ludovico Geymonat, Storia del pensiero filosofico e scientifico, Milano: Garzanti, 1972, vol. VI, pp. 104–105 nota 1
- Dietrich Grille, Lenins Rivale:Bogdanov und seine Philosophie, Colonia, 1966.
- Giulia Rispoli, Dall'Empiriomonismo alla Tectologia, Roma, Aracne, 2012.
- Jutta Scherrer, Bogdanov e Lenin: il bolscevismo al bivio, in Storia del Marxismo, vol. 2, Torino, Einaudi, 1979,  pp. 493-546.